# Cryphia carbonis
Cryphia carbonis là một loài bướm đêm trong họ Noctuidae.